# Baceno
Baceno é uma comuna italiana da região do Piemonte, província do Verbano Cusio Ossola, com cerca de 961 habitantes. Estende-se por uma área de 68 km², tendo uma densidade populacional de 14 hab/km². Faz fronteira com Crodo, Formazza, Premia, Varzo.

## Demografia
| Variação demográfica do município entre 1861 e 2011                               |
|                                                                                   |
| Fonte: Istituto Nazionale di Statistica (ISTAT) - Elaboração gráfica da Wikipedia |